# Brueelia ferianci
Brueelia ferianci är en insektsart som beskrevs av Balát 1955. Brueelia ferianci ingår i släktet draklöss, och familjen fjäderlöss. Arten är reproducerande i Sverige.